# Vila Chã, Codal e Vila Cova de Perrinho
Vila Chã, Codal e Vila Cova de Perrinho (llamada oficialmente União das Freguesias de Vila Chã, Codal e Vila Cova de Perrinho) es una freguesia portuguesa del municipio de Vale de Cambra, distrito de Aveiro.

## Historia
Fue creada el 28 de enero de 2013 en aplicación de una resolución de la Asamblea de la República de Portugal promulgada el 16 de enero de 2013 con la unión de las freguesias de Codal, Vila Chã y Vila Cova de Perrinho, pasando su sede a estar situada en la antigua freguesia de Vila Chã.

## Demografía
| Gráfica de evolución demográfica de Vila Chã, Codal e Vila Cova de Perrinho entre 2011 y 2021 |
|                                                                                               |
| Datos según el nomenclátor publicado por el INE portugués.                                    |